# Cotinis nigerrima
Cotinis nigerrima är en skalbaggsart som beskrevs av Hermann Burmeister 1842. Cotinis nigerrima ingår i släktet Cotinis och familjen Cetoniidae. Inga underarter finns listade i Catalogue of Life.